# تیم ملی بسکتبال مردان وانواتو
تیم ملی بسکتبال وانوآتو نماینده وانوآتو در مسابقات بین‌المللی است.